# 房總半島
房總半島（日语：／ Bōsō hantō */?）是位於日本關東地方東南部的半島，東側與南側鄰太平洋，西瀕東京灣，北與本州的關東平原相接，佔千葉縣的大部分轄區。其名稱來自日本律令制中的安房、上總與下總等3個令制國。面积5,034平方公里。

## 交通

### 鐵道
東日本旅客鐵道（JR東日本）
- 總武本線
- 成田線
- 内房線
- 外房線
- 東金線
- 久留里線

京成電鐵
- 京成本線
- 京成東成田線
- 京成千葉線
- 京成千原線

芝山鐵道
- 芝山鐵道線

銚子電氣鐵道
- 銚子電鉄線

小湊鐵道
- 小湊鐵道線

夷隅鐵道
- 夷隅線

### 道路
国道
- 國道16号
- 國道51号
- 國道126號（日语：国道126号）
- 國道128號（日语：国道127号）

- 國道128號（日语：国道128号）
- 國道296號（日语：国道296号）
- 國道297號（日语：国道297号）

- 國道409號（日语：国道409号）
- 國道410號（日语：国道410号）
- 國道465號（日语：国道465号）

道路
- 首都圏中央連絡自動車道（日语：首都圏中央連絡自動車道）
- 東関東自動車道
- 館山自動車道
- 富津館山道路
- 東京灣橫斷道路
- 東京湾橫斷連絡道

- 京葉道路
- 千葉東金道路
- 銚子連絡道路（日语：銚子連絡道路）
- 東金九十九里收費道路（日语：東金九十九里有料道路）
- 九十九里收費道路（日语：九十九里有料道路）
- 千葉外房收費道路

- 茂原・一宮・大原道路（日语：茂原・一宮・大原道路）
- 房総收費道路
- 鴨川收費道路（日语：鴨川有料道路）
- 勝浦收費道路（日语：勝浦有料道路）
- 鋸山登山自動車道（日语：鋸山登山自動車道）